# T.O.P
У цьому корейському імені прізвище (Чхве) стоїть перед особовим ім'ям.
Чой Син Хен (кор. 최승현; нар. 4 листопада 1987, Сеул, Південна Корея), професійно відомий як T.O.P — південнокорейський репер, співак, автор пісень і актор. Він виступав як андеграундний репер, перш ніж приєднатися до звукозаписного лейблу «YG Entertainment», і дебютував як головний репер бойз-бенду «Big Bang» у 2006 році. Група стала однією з найбільш продаваних груп усіх часів в Азії та одним з найбільш продаваних бойз-бендів у світі. У 2010 році, коли група була на перерві, T.O.P і G-Dragon співпрацювали, щоб випустити альбом «GD & TOP». Як сольний репер він випустив два цифрових сингли «Turn It Up» (2010) і «Doom Dada» (2013), які посіли друге і четверте місця відповідно в Gaon Digital Chart. У 2017 році його засудили за вживання марихуани, що призвело до сплеску антифанатів серед південнокорейців.
T.O.P дебютував як актор у 2007 році в телесеріалі «Я Сем», за яким послідували «Айріс» (2009) і телефільм «19-Дев'ятнадцять» (2009). Свій кінодеб'ют він здійснив у фільмі «71: У вогні» (2010), за який отримав похвалу та отримав численні нагороди, включаючи «Найкращий новий актор» на кінопремії «Блакитний дракон» у 2010 році та премію мистецтв Пексан у 2011 році. Згодом він отримав головні ролі у фільмах «Однокласник» (2013), за який він отримав нагороду «Новий азіатський актор року» на міжнародному кінофестивалі в Пусані[джерело?] та «Тацца: Прихована карта» (2014). У 2024 році T.O.P зіграв Чхве Су Бонга, більш відомого як «Танос», у другому сезоні антиутопічного трилера про виживання від Netflix «Гра в кальмара».

## Життя і кар'єра

### 1987—2006: Початок кар'єри та дебют з BigBang

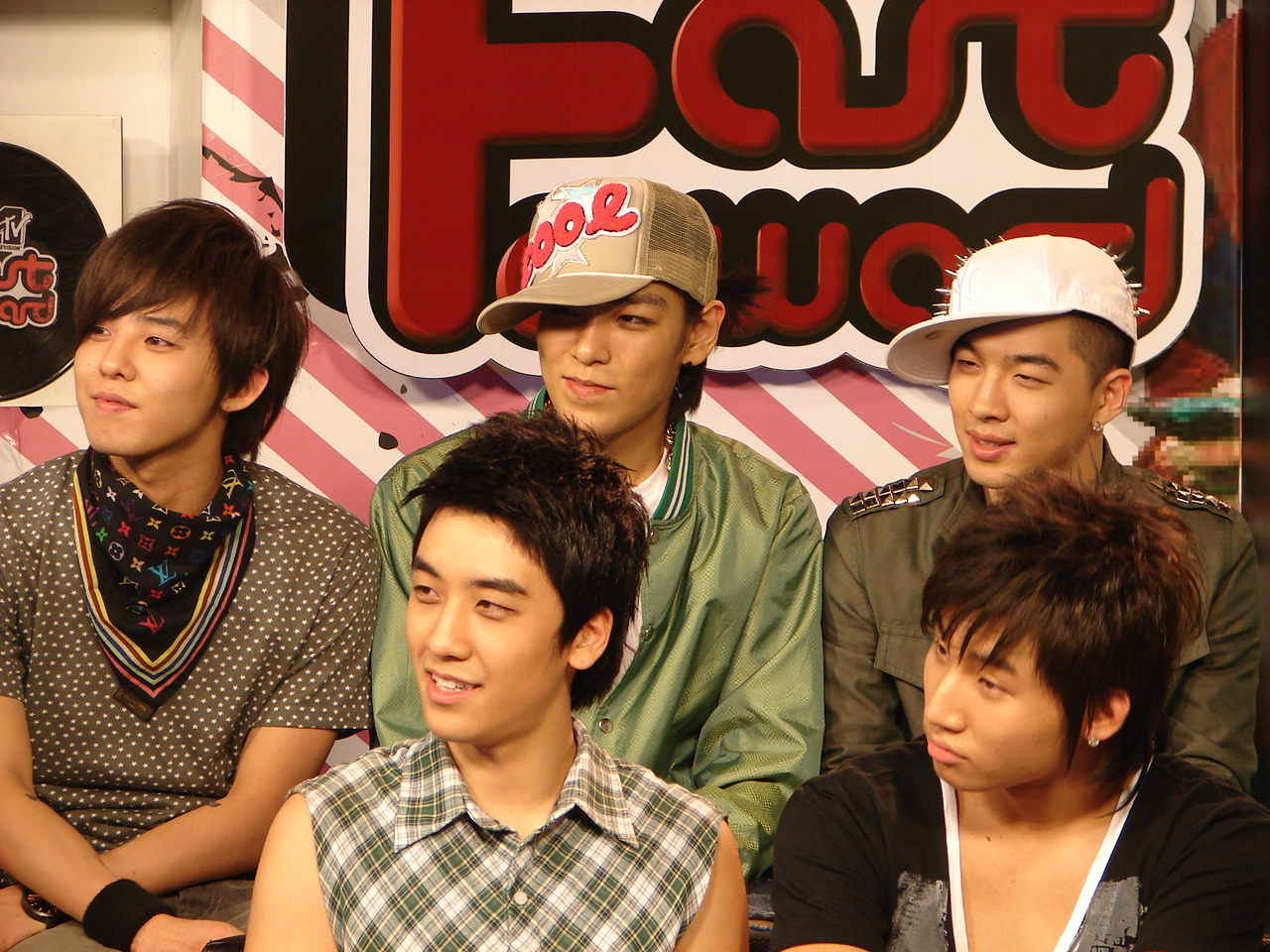
BigBang на MTV Fast Forward, Таїланд, грудень 2007.

Народився та виріс у Сеулі, столиці Південної Кореї, Чой Син Хен є двоюрідним племінником піонера абстрактного мистецтва Кореї Кіма Ванкі та виріс у контакті з мистецтвом завдяки своїй родині. Чой зацікавився хіп-хопом у молодому віці. Він і інший майбутній учасник «BigBang» Квон Джійон були «друзями по сусідству, із середньої школи» і часто разом танцювали та читали реп. Незважаючи на те, що Квон пізніше переїхав і вони «віддалилися», Квон зв'язався з Чоєм, коли YG Entertainment, звукозаписний лейбл Квона, шукав можливих кандидатів для створення чоловічої групи. На той час Чой вже виступав на багатьох андеграундних сценах у хіп-хоп-клубах і створив собі репутацію андерграундного репера під сценічним псевдонімом Tempo. У 2003 році під ім'ям Tempo він став переможцем реп-битви KBS Radio. Після контакту, Чой згодом записав кілька демо з Квоном і надіслав їх Ян Хьонсоку, виконавучому директору «YG Entertainment», який пізніше запросив його на прослуховування. Спочатку звукозаписний лейбл відхилив Чоя, вважаючи його занадто «пухким», щоб відповідати «ідеалістичній версії» айдола. Пізніше він «поїхав додому і старанно займався спортом, тому що [він] хотів приєднатися до YG Entertainment», втративши 20 кг за 40 днів. Через шість місяців Чой повернувся на ще одне прослуховування і був підписаний.
Отримавши сценічний псевдонім T.O.P. (кор. 탑) від старшого артиста YG Seven, він став одним із двох реперів разом із G-Dragon (сценічне ім'я Квона) у Big Bang. Ці двоє були об'єднані з чотирма іншими: Тхеяном, Десоном, Сингрі та Хенсином, і документальний фільм, що показував шлях до їх дебюту, був показаний для їх реклами. Пізніше Yang відмовився від Хюнсона, і BigBang офіційно дебютував у складі п'яти учасників. Їхній перший студійний альбом «Big Bang Vol. 1 – Since 2007» отримав теплий прийом і включав першу сольну пісню T.O.P. «Big Boy». Гурт досяг мейнстрімного успіху, випустивши пісню «Lies» (кор. 거짓말) із мініальбому «Always» (2007), яка очолювала декілька чартів після її випуску. Сингли «Last Farewell» (кор. 마지막 인사) з «Hot Issue» (2008) і «Haru Haru» (кор. 하루하루) з «Stand Up» (2008) також стали лідерами чартів.

### 2007—2010: Розвиток сольної кар'єри, перехід до акторства та GD & TOP

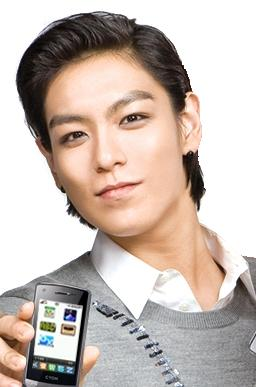
T.O.P позує для реклами телефону LG у 2009 році

Після випуску альбомів і синглів групи, T.O.P. почав працювати над сольною кар'єрою. У квітні 2007 року він був представлений разом з іншими учасниками BigBang Теянгом і G-Dragon у синглі співачки Лексі «Super Fly» для її альбому Rush. Пізніше того ж літа він з'явився як актор у музичному кліпі Red Roc «Hello». Він став першим членом BigBang, який ризикнув зайнятися акторською діяльністю, знявшись у драмі KBS2 «Я Сем», зображуючи найкращого бійця школи Че Мусіна. Незважаючи на те, що він бажав використовувати своє сценічне ім'я під час акторської діяльності, вважаючи, що це більше відображає його професійну сторону, його часто виставляли під справжнім ім'ям, а його сценічне ім'я включали в дужки. Він також став ведучим музичної програми MBC «Music Core».
Під час просування матеріалів своєї групи в 2008 році, T.O.P з'явився на записах інших виконавців, зокрема у Gummy, для пісні «I'm Sorry» для її альбому «Comfort», співачки-ветерана Ум Чон Хва для її синглу «D.I.S.C.O.» і ZiA, в її синглі «I Only See You». Того ж року він був прийнятий до Університету Данкук на театральний факультет. Наступного року T.O.P. зіграв вбивцю Віка в схваленій критиками корейській телевізійній драмі «Айріс» (2009). Він також записав пісню «Hallelujah» як саундтрек до драми, з Теяном і G-Dragon. Слідом за «Айріс», T.O.P. зіграв головну роль у напруженому фільмі «19-Дев'ятнадцять» разом із іншим учасником гурту, Сингрі. Дует випустив сингл «Because» як саундтрек до фільму.

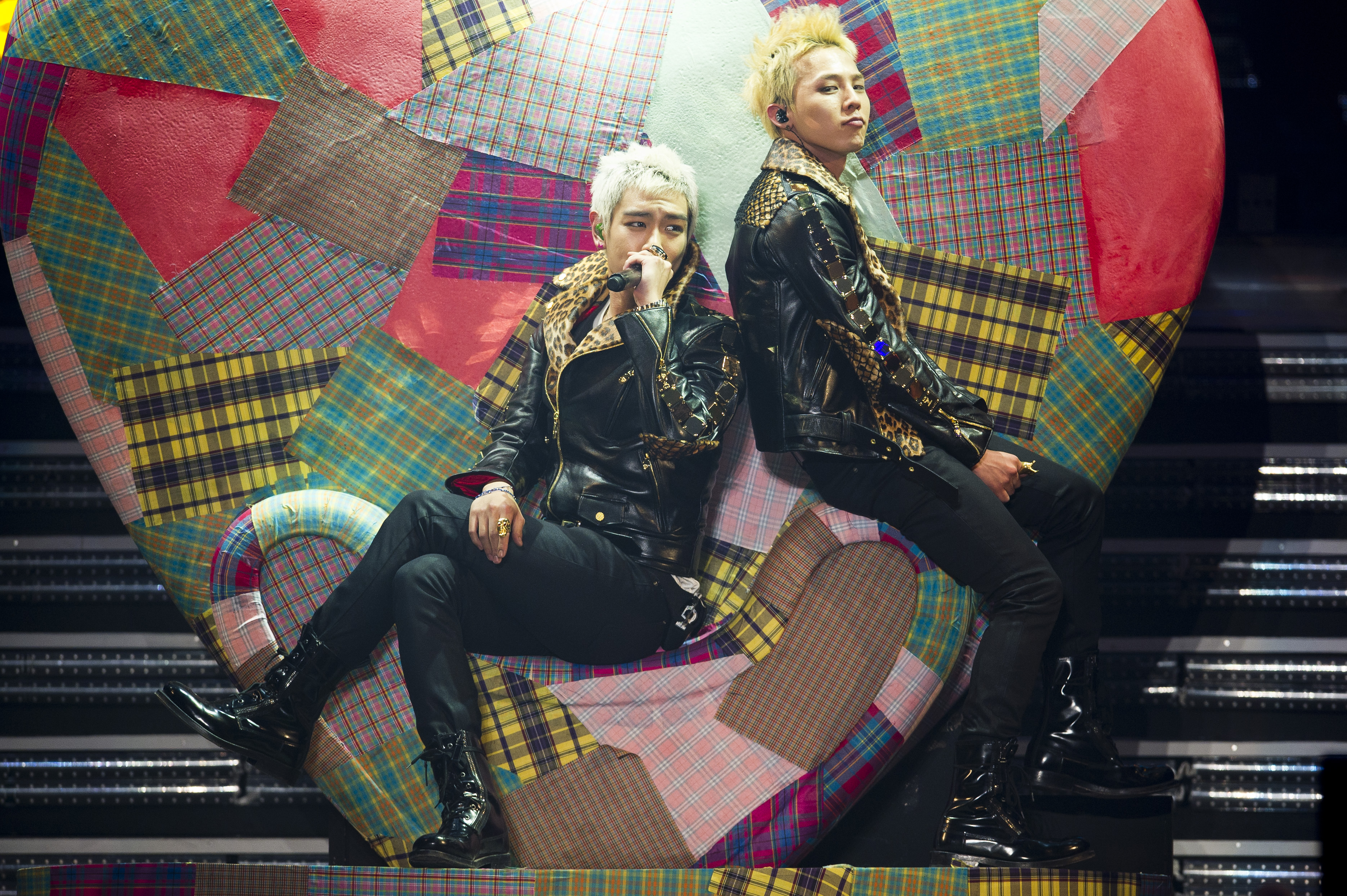
T.O.P виступає з G-Dragon у 2011 році

Гра T.O.P у військовій драмі 2010 року «71: У вогні» була добре прийнята, принісши йому кілька нагород за найкращого нового актора від місцевих премій. Фільм також набрав мільйон переглядів за тиждень. Одночасно T.O.P почав готуватися до свого сольного музичного дебюту. Під час великого шоу-концерту BigBang у січні 2010 року T.O.P. виконав свій новий сингл «Turn It Up». Випущений як цифровий сингл, він посів друге місце і було продано понад 1,3 мільйона завантажень до кінця 2010 року.
Пізніше того ж року T.O.P і його колега по гурту G-Dragon сформували підгрупу для випуску альбому «GD & TOP» (2010). Перед релізом альбому дует влаштував світову прем'єру свого альбому у торговому центрі «Times Square» у Йондинпо в Сеулі, Південна Корея, яка також транслювалася в прямому ефірі на YouTube. На підтримку альбому було випущено три сингли: «High High», «Oh Yeah» і «Knock Out». Усі три сингли передували виходу альбому та досягли комерційного успіху: «Knock Out» очолив чарт, а «Oh Yeah» і «High High» посіли друге та третє місця відповідно. Альбом був випущений напередодні Різдва і дебютував під номером один з 200 000 попередньо замовлених копій.

### 2011—2016: Фокус на акторській діяльності та інших починаннях

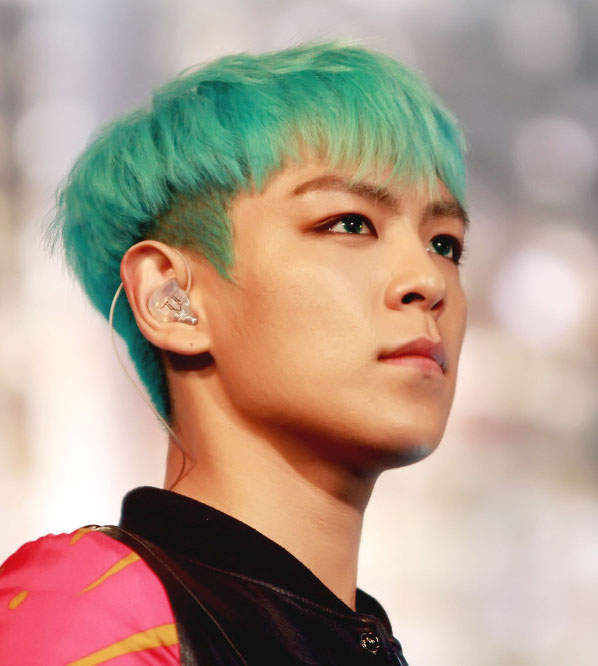
T.O.P виступає в 2012 році

З 2011 по 2012 рік T.O.P брав активну участь у рекламній діяльності BigBang для їхніх міні-альбомів «Tonight» (2011) та «Alive» (2012), яка включала десятимісячне світове турне, яке подорожувало чотирма континентами. Після завершення заходів групи, він знову зосередив свою увагу на акторській майстерності, знявшись у фільмі «Однокласник» (2013), зігравши сина північнокорейського шпигуна, якого помилково звинувачують[неавторитетне джерело][неавторитетне джерело]. T.O.P спочатку прив'язався до ролі, тому що «відчував симпатію до головного героя, Лі Мен Хуна»[неавторитетне джерело]. Під час зйомок сцени бою для фільму він поранив тильну сторону долоні об уламок скла і пізніше потрапив до лікарні для операції. За свою роль він отримав нагороду «Новачок» на церемонії Asia Star Awards, яка проходила під час Міжнародного кінофестивалю в Пусані[неавторитетне джерело].
Журнал «Rolling Stone» назвав T.O.P одним із найгарячіших секс-символів 2013 року. У листопаді того ж року він випустив свій другий цифровий сингл «Doom Dada». Пісня була вперше виконана на Mnet Asian Music Awards у 2013 році в Гонконзі[неавторитетне джерело]. «Doom Dada» зайняв перше місце в десятці найкращих K-Pop треків 2013 року за версією журналу «Dazed», де він був названий «запрошуючим і відчуженим… це K-Pop, але хитрий, шалений і слизький». Пізніше він взяв участь в японському альбомі англійської виконавиці Піксі Лотт разом із G-Dragon для пісні «Dancing on My Own»[неавторитетне джерело].
У 2014 році T.O.P знявся у фільмі про азартні ігри «Тацца: Прихована карта», заснованому на однойменній манхві. Після дебюту як дизайнера меблів у 2015 році у співпраці з «Vitra» він отримав нагороду «Visual Culture Award» на «Prudential Eye Awards»[неавторитетне джерело]. Пізніше того ж року він зіграв головну роль у веб-драмі CJ E&M «Секретне повідомлення» разом із японською актрисою Джурі Уено. Незважаючи на те, що він репер, він заспівав у синглі «Hi Haruka», що стало частиною саундтреку до драми.
Провівши більшу частину 2015 року в турах і просуванні матеріалів BigBang для їхнього альбому «Made» (2016), T.O.P взяв участь у німецько-китайському фільмі «Поза контролем» разом із гонконзькою актрисою Сесілією Чун. Фільм планується[коли?] випустити в Китаї.

### 2017—2019: Військова служба, особисті та юридичні питання, пов'язані з вживанням марихуани
T.O.P розпочав дворічну обов’язкову військову службу 9 лютого 2017 року як рядовий поліцейський, звідки він мав бути звільнений 8 листопада 2018 року після виконання вимог. Після того, як у червні з'явилася новина про те, що його буде притягнуто до кримінальної відповідальності без затримання за вживання марихуани[неавторитетне джерело], T.O.P. згодом було переведено до іншого відділу поліції, щоб очікувати повідомлення про переслідування, і був відсторонений від виконання обов'язків у поліції до винесення вироку у своїй справі[неавторитетне джерело]. Через кілька днів після оголошення T.O.P був знайдений без свідомості в поліцейських бараках через підозру на передозування прописаних бензодіазепінів[неавторитетне джерело] і був госпіталізований. 8 червня мати T.O.P підтвердила, що він прийшов до тями та одужує.
29 червня, під час першого судового розгляду за звинуваченнями у вживанні марихуани в Центральному окружному суді Сеула, T.O.P визнав себе винним, зізнавшись, що на початку жовтня 2016 року він курив марихуану в чотирьох випадках і отримав два роки випробувального терміну. Після проходження дисциплінарного розгляду поліцією, щоб вирішити, чи повинен T.O.P повернутися як поліцейський до строкової служби чи завершити свою службу як офіцер державної служби, T.O.P зрештою отримав статус резервіста Міністерством національної оборони та переведений з департаменту поліції для проходження обов'язкової служби як державного службовця. 26 січня 2018 року він відновив свою обов'язкову службу як державного службовця в центрі мистецтв і ремесл Йонсан у центрі Сеула. Після цього T.O.P був звільнений 6 липня 2019 року. Його диспенсація відбулася офіційно через два дні.

### 2019–…: Зосередження на мистецтві, відхід від YG Entertainment і BigBang, а також роль у «Грі в кальмара»
T.O.P має кілька рекордів у світі мистецтва, ставши першим K-pop співаком, якого назвали в списку з 200 артистів у світі мистецтва журналу «Growse Magazine»[неавторитетне джерело]. 7 лютого 2022 року YG Entertainment оголосили, що Big Bang повернеться з новою піснею 5 квітня. Вони також оголосили, що T.O.P припинив свій ексклюзивний контракт з YG Entertainment. У той час YG оголосили, що T.O.P продовжить групову діяльність. Однак 31 травня 2023 року T.O.P підтвердив, що він вийшов із групи.
4 грудня 2024 року він був оголошений учасником акторського складу другого сезону «Гри в кальмара» через офіційний обліковий запис Netflix на YouTube у формі відео «Знайомтеся з акторським складом». Він зіграє роль колишнього репера Таноса, який втратив прихильність через шахрайство з криптовалютою. Персонаж був створений до кастингу, T.O.P отримав роль після того, як творець серіалу Хван Дон Хьок виявив його «серйозний» підхід. Хван пояснив, що хотів взяти когось, хто перестав працювати через наркотики, T.O.P пішов з K-pop індустрії та залишив Big Bang через звинувачення у вживанні марихуани. Щоб підготуватися до екшн-сцени з актором Ім Сі Ваном, який зіграв Мен Гі, обидва відвідали екшн-школу, щоб покращити свою «хімію разом». Під час цих тренувань для сцени бійки між ними T.O.P зламав ребра. За словами Іма, вони припинили зйомки, але T.O.P хотів продовжити, тому вони їх відновили. Коли його запитали про смерть Таноса, Хван назвав його одним зі своїх улюблених персонажів, вважаючи, що «напружена» смерть наприкінці 2 сезону була ідеальним моментом, щоб убити його, і що в 3 сезоні все ще буде відчуватися, що він там, у міру того як розвивається сюжет.
Кастинг T.O.P викликав суперечки в Південній Кореї, обличчя актора було розмитим на корейському шоу Live This Morning під час трансляції фрагмента про шоу. Кастинг змусив деяких глядачів повірити, що Лі Чон Че, який зіграв Сон Гі Хуна і був близький до T.O.P, дав йому цю роль, твердження, яке Лі заперечував. Netflix і Хван отримали критику за цей кастинг, за те, що вони, можливо, створили поганий прецедент. T.O.P деякий час був відсутній на рекламних заходах з акторським складом. Відповідаючи на припущення про те, що його усунули від рекламних заходів через скандал, Хван сказав, що вони планували не показувати його з самого початку, бажаючи, щоб T.O.P міг говорити про свою участь у власному темпі. Він відчував, що мав «багато сміливості» погодитись зіграти, враховуючи його історію з наркотиками, і був здивований, що його досі не пробачили. Він також вважав, що реакція на його кастинг не відобразиться за межами Кореї через різну законність і думки щодо вживання марихуани в деяких країнах. Він також вважав, що його персонаж може стати популярним серед молодших глядачів у Кореї.
Після релізу, його акторську гру розкритикували жителі Південної Кореї, зокрема те, що його вокал і міміка були недоречними, а якість його репу викликала неоднозначні відгуки. Міжнародні глядачі та іноземні ЗМІ сприйняли Таноса та його гру набагато менш негативно, ніж південнокорейські, актор отримав високу оцінку за межами Південної Кореї.

## Артистизм
T.O.P і Big Bang отримали визнання за їхню індивідуальність і здатність поєднувати поп-звучання з елементами репу, R&B і танцювальної музики. T.O.P володіє басовим діапазоном вокалу. Колумніст Джефф Бенджамін з «Billboard K-Town» зазначив, що T.O.P відомий своїм репом із низькими басами, тоді як його колега-журналіст Тамар Герман написала, що реп T.O.P є «невід'ємною частиною звучання групи» і що він схильний віддавати перевагу «впевненому, майже глузливому тону». Адрієнн Стенлі з Kpop Starz також похвалила репера за його «швидкість і точність» під час подачі барів. Обидва його сольні релізи — «Turn It Up» і «Doom Dada» — створені під впливом хіп-хопу, причому останній отримав визнання критиків за свої «ліричні ритми, [які] водночас запрошують і відчужують» від журналу Dazed, який оголосив T.O.P лідером еволюції K-Pop. Крім того, Billboard зазначив, що мелодія пісні «зачаровує своїми дзвінкими синтами, племінними ритмами та скандуванням, і все це разом тьмяніє в порівнянні з агресивним, багатотональним виконанням репера», підтверджуючи, що T.O.P «розкрив свій справжній артистизм» у пісні.
Працюючи над матеріалами з G-Dragon для своєї підгрупи, вони експериментували з різними стилями. Спільно написавши більшість текстів, пара зазначила, що як «репери […] ми хотіли б розповідати більше історій, щоб наші шанувальники могли їх слухати». У спробі створити власний стиль, дистанціюючись від свого гурту, дует вибрав більш хіп-хопове звучання, щоб протиставитись поточному жанру Big Bang на той час, — електронній музиці, хоча вплив цього жанру разом із R&B та акустикою було визнано. Дует також зізнався, що став «набагато різноманітнішим [у своїх] спробах» створити власний стиль, вважаючи за краще змішувати кілька жанрів разом, щоб «розкрити більше нашого характеру, який ми не можемо показати, коли ми — Big Bang».
T.O.P часто редагує свої тексти «понад сто разів» і черпає натхнення з «речей, які не говорять». [Від] красивих і гарних предметів, радше ніж від людей". Хоча хіп-хоп є його основним музичним уподобанням, він також слухає класичну музику та особливо любить англійський рок-гурт Pink Floyd[неавторитетне джерело]. Він також зазначає, як кар'єра музиканта вплинула на те, що його акторська гра стала більш емоційною. Хоча на міжнародному рівні Big Bang часто називають «K-pop» групою, T.O.P висловив неприязнь до такого позначення, зазначивши, що «ви не поділяєте поп-музику за тим, хто її виконує. Ми не говоримо, наприклад, „білий поп“, коли білі люди роблять музику».

## Філантропія
У серпні 2014 року T.O.P приєднався до Ice Bucket Challenge, міжнародної кампанії з розробки медикаментозного лікування хвороби Лу Геріга, також відомої як бічний аміотрофічний склероз (БАС). Він зробив пожертву некомерційній організації «Seungil Hope Foundation», яка надає допомогу пацієнтам цієї хвороби. У жовтні 2016 року в партнерстві з британським аукціонним домом «Sotheby's» він курував колекцію сучасного мистецтва в рамках спеціального благодійного аукціону в Гонконгу. Проект отримав назву #TTTOP, і в ньому було представлено 28 робіт азіатських і західних художників. На аукціоні було продано на понад 135 мільйонів гонконгських доларів[неавторитетне джерело], а частину виручених коштів було передано Азійській культурній раді (ACC) на підтримку нових азіатських художників.
4 листопада 2018 року, святкуючи день народження T.O.P, його шанувальники з чотирьох азіатських країн пожертвували 11 мільйонів вон (9900 доларів США) від його імені Фонду добробуту Йонсана, щоб допомогти тим, кому менш пощастило.
3 березня 2020 року T.O.P. під своїм офіційним іменем пожертвував 100 мільйонів вон "Національній асоціації катастроф «Hope Bridge» у Тегу, провінція Північний Кьонсан. Кошти будуть спрямовані на забезпечення медичних працівників області засобами індивідуального захисту та допомогу в боротьбі з COVID-19.

## Фільмографія

### Кінематограф
| Рік  |    | Українська назва              | Оригінальна назва      | Роль                                |
| ---- | -- | ----------------------------- | ---------------------- | ----------------------------------- |
| 2010 | ф  | Айріс                         | кор. 아이리스: 더 무비 | Вік / кор. 빅                       |
| 2010 | ф  | 71: У вогні                   | кор. 포화 속으로       | О Юнг-Бум / кор. 오장범             |
| 2010 | тф | Хару: незабутній день у Кореї |                        | айдол                               |
| 2013 | ф  | Однокласник                   | кор. 동창생            | Рі Мен Хун, Кан Де Хо / кор. 리명훈 |
| 2014 | ф  | Тацца: Прихована карта        | кор. 타짜: 신의 손     | Хам де-гіль / кор. 함대길           |
| 2017 | ф  | Поза контролем                | кит. 失控·幽靈飛車     | Том Янг                             |

### Телебачення
| Рік       |   | Українська назва      | Оригінальна назва | Роль                                      |
| --------- | - | --------------------- | ----------------- | ----------------------------------------- |
| 2007—2007 | с | Я Сем                 | кор. 아이 엠 샘   | Че Му Шин / кор. Chae Moo-Shin (16 серій) |
| 2009—2009 | с |                       | Telecinema        | Чон-Хун / Jeong-Hun (1 серія)             |
| 2009—2009 | с | Айріс                 | кор. 아이리스     | Вік / кор. 빅 (14 серій)                  |
| 2015—2015 | с | Секретне повідомлення |                   | Ву Хюн (18 серій)                         |
| 2024—2024 | с | Гра в кальмара        | кор. 오징어 게임  | Танос / кор. 최수봉 (5 серій5)            |

## Нагороди і номінації
| Нагорода                           | Рік  | Категорія                          | Номінована робота      | Результат | Прим.   |
| ---------------------------------- | ---- | ---------------------------------- | ---------------------- | --------- | ------- |
| Азійська кінопремія                | 2010 | Найкращий новий актор              | 71: У вогні            | Номінація | [ 103 ] |
| Премія мистецтв Пексан             | 2011 | Найкращий новий актор              | 71: У вогні            | Перемога  | [ 104 ] |
| Премія мистецтв Пексан             | 2011 | Премія популярності                | 71: У вогні            | Перемога  | [ 104 ] |
| Премія мистецтв Пексан             | 2014 | Премія популярності                | Однокласник            | Номінація |         |
| Міжнародний кінофестиваль у Пусані | 2013 | Нагорода новачка                   | Однокласник            | Перемога  | [ 105 ] |
| Блакитний дракон                   | 2010 | Найкращий новий актор              | 71: У вогні            | Перемога  | [ 106 ] |
| Блакитний дракон                   | 2010 | Премія популярності                | 71: У вогні            | Перемога  | [ 106 ] |
| Великий дзвін                      | 2010 | Hallyu Popularity                  | 71: У вогні            | Перемога  | [ 107 ] |
| Великий дзвін                      | 2010 | Найкращий новий актор              | 71: У вогні            | Номінація | [ 108 ] |
| Великий дзвін                      | 2015 | Премія популярності                | Тацца: Прихована карта | Номінація |         |
| KBS драма                          | 2009 | Найкращий новий актор              | Айріс                  | Номінація | [ 109 ] |
| Корейська кінопремія               | 2010 | Найкращий новий актор              | 71: У вогні            | Номінація | [ 110 ] |
| Max Movie Awards                   | 2010 | Найкращий новий актор              | 71: У вогні            | Перемога  | [ 111 ] |
| Prudential Eye Awards              | 2015 | Премія за візуальну культуру       | T.O.P                  | Перемога  |         |
| Singapore Entertainment Awards     | 2014 | Найпопулярніше музичне відео K-pop | Doom Dada              | Номінація |         |
| Style Icon Awards                  | 2010 | Нова ікона (кіно)                  | 71: У вогні            | Перемога  | [ 112 ] |

## Запропонований політ у космос
Після подачі заявки в 2022 році T.O.P був обраний для участі в місячному космічному польоті в складі екіпажу проекту «DearMoon». Місія мала відбутися у 2023 році на борту «SpaceX Starship». Проект був скасований у 2024 році, а організатори назвали причиною скасування затримки програми Starship.